# 사라만다 포터블
사라만다 포터블(沙羅曼蛇 PORTABLE, Salamander Portable)은 일본 코나미사의 슈팅 게임 사라만다 시리즈를 PSP용으로 묶은 것으로, 아래와 같이 사라만다 시리즈 3작과 젝섹스, MSX용 그라디우스 2 등 5작이 수록되어 있다.
- 사라만다
- 라이프포스
- 사라만다 2
- 젝섹스(XEXEX)
- 그라디우스 2